# Klinke (Maschinenteil)
Die Klinke ist ein Maschinenteil, das einen einarmigen, seltener zweiarmigen, um einen Zapfen drehbar gelagerten kurzen Hebel darstellt, der dann dazu dient:
- ein anderes Maschinenteil in seiner Bewegung zu hemmen (Sperrklinke, Fallklinke) oder
- wie bei der Klinkensteuerung an Dampfmaschinen, die Bewegung oder Umstellung eines anderen Maschinenteils hervorzurufen.

Klinken können z. B. Sperrräder derart hemmen, dass man das Rad zwar in die eine Richtung drehen kann, in die andere Richtung jedoch nicht.
Bei Werkzeugmaschinen dient die Klinke oft als Zuschiebungsorgan, indem sie in periodischer Bewegung ein Rad weiterdreht.